# General Cup International 2011
General Cup International 2011 − nierankingowy turniej snookerowy rozegrany w General Snooker Club w Hongkongu (Chiny) w dniach 4–7 lipca 2011 roku.
W finale rozegranym 7 lipca reprezentant Anglii Stephen Lee pokonał swojego rodaka, obrońcę tytułu Ricky'ego Waldena 7–6.

## Nagrody
- Zwycięzca: $50 000
- II miejsce: $25 000
- 2. miejsce w grupie: $15 000
- 3. miejsce w grupie: $8 000
- Break 100+: $2 000
- Najwyższy break turnieju (>100): $20 000
- Najwyższy break turnieju (<100): $10 000
- Break maksymalny: $147 000

## Faza główna turnieju

### Faza grupowa

#### Grupa A
| Poz. | Zawodnik           | M | Z | Frejmy wygrane | Frejmy przegrane | Różnica frejmów | Pkt |
| ---- | ------------------ | - | - | -------------- | ---------------- | --------------- | --- |
| 1    | Stephen Lee        | 2 | 2 | 10             | 3                | +7              | 2   |
| 2    | Tom Ford           | 2 | 1 | 5              | 8                | −3              | 1   |
| 3    | Thepchaiya Un-Nooh | 2 | 0 | 6              | 10               | −4              | 0   |

- Tom Ford 5–3 Thepchaiya Un-Nooh
- Stephen Lee 5–3 Thepchaiya Un-Nooh
- Stephen Lee 5–0 Tom Ford

#### Grupa B
| Poz. | Zawodnik         | M | Z | Frejmy wygrane | Frejmy przegrane | Różnica frejmów | Pkt |
| ---- | ---------------- | - | - | -------------- | ---------------- | --------------- | --- |
| 1    | Ricky Walden     | 2 | 2 | 10             | 4                | +6              | 2   |
| 2    | Marco Fu         | 2 | 1 | 9              | 6                | +3              | 1   |
| 3    | Noppadol Sangnil | 2 | 0 | 1              | 10               | −9              | 0   |

- Marco Fu 5–1 Noppadol Sangnil
- Ricky Walden 5–0 Noppadol Sangnil
- Ricky Walden 5–4 Marco Fu

### Finał
| Finał: Do 7 frame'ów. 7 lipca 2011, General Snooker Club, Hongkong. |     |              |
| Stephen Lee                                                         | 7–6 | Ricky Walden |